# Harold Long (homme politique)
Pour les articles homonymes, voir Harold Long et Long.
Harold Long (10 avril 1941-21 mai 2013) est un homme politique canadien de la Colombie-Britannique. Il est député provincial créditiste de la circonscription britanno-colombienne de Mackenzie de 1986 à 1991 et député libéral de Powell River-Sunshine Coast de 2001 à 2005,.

## Biographie
Né à Powell River en Colombie-Britannique, Long travaille dans l'entreprise familiale de transport City Transfert.
Alors député créditiste, il sert comme whip adjoint du caucus du gouvernement et directeur de BC Ferries jusqu'en 1991. Après sa défaite en 1991, il retourne travailler dans l'entreprise familiale et est élu au conseil municipal de Powell River lors d'une élection partielle en 1992.
Redevenu député, dans le caucus libéral, il exerce les fonctions de vice-président du comité plénier et membre du caucus gouvernemental sur les ressources naturelles.
Il est récompensé de la Médaille du jubilé d'or d'Élisabeth II en 2002.

## Mort
Long décède lors de l'écrasement de son de Havilland Canada DHC-2 Beaver qu'il pilotait près de l'île Stuart (en) au nord de Campbell River en mai 2013 à l'âge de 72 ans. La Garde côtière canadienne et la Gendarmerie royale du Canada ont par la suite retrouvé sa dépouille.